# Olympische Sommerspiele 1920/Fußball
Bei den VII. Olympischen Sommerspielen 1920 in Antwerpen wurde ein Fußballturnier der Männer ausgetragen. Spielstätten waren in Antwerpen das Olympiastadion, in dem zehn Spiele, und das Stadion Broodstraat, in dem vier Spiele stattfanden. Daneben wurden drei Spiele in Brüssel im Park Duden und ein Spiel in Gent im Stadion des AA Gent ausgetragen.
An diesem Turnier nahmen 14 Nationen teil (die Schweiz sagte kurz vor Turnierbeginn ab), darunter mit Ägypten zum ersten Mal ein afrikanisches Land. 12 Mannschaften starteten im Achtelfinale, die sechs Gewinner zogen mit Frankreich, das durch den Rückzug der Schweiz kampflos weiterkam und Belgien das ein Freilos hatte, ins Viertelfinale ein, in dem letztmals nur europäische Mannschaften standen.
Im Finale besiegte Belgien die Tschechoslowakei mit 2:0. Dabei benahm sich die bis dahin sehr erfolgreiche tschechoslowakische Mannschaft unsportlich. Nachdem sie, wie bereits beim ersten Tor, vergeblich gegen das zweite Tor der Belgier protestiert hatten, verließ die Mannschaft aufgrund der Unzufriedenheit mit den Entscheidungen des englischen Schiedsrichters John Lewis nach 38 Minuten Spielzeit geschlossen den Platz (nach anderen Quellen in der 43. Minute). Daraufhin wurde Belgien zum Sieger erklärt und die tschechoslowakische Mannschaft disqualifiziert.
Deutschland, Österreich und Ungarn waren zu den Spielen nicht zugelassen.

## Modus
Zunächst wurde festgelegt, das Turnier nach dem so genannten Bergvall-System auszutragen. Das Bergvall-System ist eine modifizierte Variante des K.-o.-Systems und versucht dessen Schwächen zu minimieren. Da in einem reinen K.-o.-System nur der Erstplatzierte zuverlässig bestimmt werden kann, sollen im Bergvall-System alle Mannschaften, die gegen den Sieger verlieren, eine zweite Chance erhalten und um den zweiten Platz spielen. Die Teams, die dem Zweitplatzierten unterliegen, sollen wiederum den dritten Platz ausspielen. Dadurch soll gewährleistet werden, dass die Endplatzierungen näher an den tatsächlichen Leistungsverhältnissen liegen.
Die genaue Umsetzung dieses Modus wurde allerdings vor dem Turnier bereits wieder fallen gelassen, da man den Teilnehmern – dem Reglement nach ausschließlich Amateure – einen so langen Aufenthalt nicht abverlangen konnte. Daher wurde das System etwas modifiziert: Die unterlegenen Teams des Viertelfinals sollten gegeneinander antreten. Die Sieger der beiden Begegnungen spielen schließlich gegeneinander um den ersten Teilnehmer zu bestimmen, der im Halbfinale der Runde um Platz 2 und 3 steht. Zudem sollten die Gegner des Turniersiegers aus dem Finale, Halbfinale und Achtelfinale das Feld komplettieren.
Diese vier Mannschaften sollten in einem einfachen K.-o.-System die Silber- und Bronzemedaille ausspielen.

## Das Turnier

### Achtelfinale
|                                                    |   |                |            |
| 28. August 1920 in Antwerpen (Stadion Broodstraat) |   |                |            |
| Tschechoslowakei                                   | – | Jugoslawien    | 7:0 (3:0)  |
| 28. August 1920 in Antwerpen (Olympiastadion)*     |   |                |            |
| Norwegen                                           | – | Großbritannien | 3:1 (1:1)  |
| 28. August 1920 in Gent (Stadion AA Gent)          |   |                |            |
| Italien                                            | – | Ägypten        | 2:1 (1:1)  |
| 28. August 1920 in Brüssel (Park Duden)*           |   |                |            |
| Spanien                                            | – | Dänemark       | 1:0 (0:0)  |
| 28. August 1920 in Antwerpen (Olympiastadion)*     |   |                |            |
| Schweden                                           | – | Griechenland   | 9:0 (6:0)  |
| 28. August 1920 in Brüssel (Park Duden)*           |   |                |            |
| Niederlande                                        | – | Luxemburg      | 3:0 (1:0)  |
| Frankreich                                         | – | Schweiz**      | (kampflos) |

**  Sagte aus finanziellen Gründen kurz vor dem Turnier Teilnahme ab.

### Viertelfinale
|                                                    |   |          |                      |
| 29. August 1920 in Antwerpen (Stadion Broodstraat) |   |          |                      |
| Niederlande                                        | – | Schweden | 5:4 n. V. (4:4, 2:3) |
| 29. August 1920 in Antwerpen (Olympiastadion)*     |   |          |                      |
| Frankreich                                         | – | Italien  | 3:1 (2:1)            |
| 29. August 1920 in Brüssel (Park Duden)            |   |          |                      |
| Tschechoslowakei                                   | – | Norwegen | 4:0 (2:0)            |
| 29. August 1920 in Antwerpen (Olympiastadion)*     |   |          |                      |
| Belgien                                            | – | Spanien  | 3:1 (1:0)            |

### Halbfinale
|                                                |   |             |           |
| 31. August 1920 in Antwerpen (Olympiastadion)* |   |             |           |
| Tschechoslowakei                               | – | Frankreich  | 4:1 (1:0) |
| 31. August 1920 in Antwerpen (Olympiastadion)* |   |             |           |
| Belgien                                        | – | Niederlande | 3:0 (0:0) |

*  Jeweils Doppelveranstaltungen.

### Finale
|                                                 |   |                  |             |
| 2. September 1920 in Antwerpen (Olympiastadion) |   |                  |             |
| Belgien                                         | – | Tschechoslowakei | 2:0 (2:0)** |

** In der 39. Spielminute abgebrochen.
Einige Entscheidungen des 65-jährigen Schiedsrichters John Lewis waren für die Tschechoslowaken nicht nachvollziehbar und so protestierte ihr Kapitän Karel Pešek wiederholt. In der 39. Spielminute erhielt Karel Steiner, der linke Verteidiger der Tschechoslowakei, einen Feldverweis. Da erneute Proteste der Tschechoslowaken beim englischen Referee ohne Wirkung blieben, verließ auch Pešek den Platz und die restlichen neun tschechoslowakischen Akteure folgten ihrem Spielführer, worauf der Schiedsrichter das Spiel abbrach. Nach dem Spielabbruch strömten die Zuschauer auf den Platz. Auf diese Weise endete das olympische Finale von 1920 mit einem Eklat.

## Turnier um Platz 2 und 3

### Erste Runde
|                                                      |   |          |                           |
| 31. August 1920 in Antwerpen (Stadion Broodstraat)   |   |          |                           |
| Italien                                              | – | Norwegen | 2:1 n. V. (1:1, 1:1, 0:1) |
| 1. September 1920 in Antwerpen (Stadion Broodstraat) |   |          |                           |
| Spanien                                              | – | Schweden | 2:1 (0:1)                 |

### Zweite Runde
|                                                 |   |         |           |
| 2. September 1920 in Antwerpen (Olympiastadion) |   |         |           |
| Spanien                                         | – | Italien | 2:0 (1:0) |

### Dritte Runde
Die dritte Runde sorgte in späteren Publikationen für allerlei Verwirrungen. Da Belgien im Achtelfinale ein Freilos hatte, gab es keine Mannschaft, die den Platz des Erstrundenunterlegenen besetzen konnte. Ob den Franzosen dieser freie Platz angeboten wurde, und die Franzosen absagen mussten, da ein Teil der Mannschaft bereits abgereist war, oder ob der vermeintliche Spielverzicht eher aus der Unkenntnis über den genauen Modus herrührt (der für den Halbfinalgegner des unterlegenen Finalisten keine weitere Paarung vorsah), lässt sich nicht mit letzter Sicherheit sagen.
Spanien erhielt ebenfalls ein Freilos, da die tschechoslowakische Mannschaft nach dem Spielabbruch im Finale disqualifiziert wurde und der Platz somit unbesetzt blieb.
|                   |   |                  |          |
| 4. September 1920 |   |                  |          |
| Niederlande       | – | (Frankreich ?)   | kampflos |
| 4. September 1920 |   |                  |          |
| Spanien           | – | Tschechoslowakei | kampflos |

### Spiel um Platz 2 und 3
|                                                 |   |             |           |
| 5. September 1920 in Antwerpen (Olympiastadion) |   |             |           |
| Spanien                                         | – | Niederlande | 3:1 (2:0) |

## Trostrunde
|                                                 |   |             |           |
| 3. September 1920 in Antwerpen (Olympiastadion) |   |             |           |
| Ägypten                                         | – | Jugoslawien | 4:2 (1:0) |

Die Partie zwischen Ägypten und Jugoslawien wird häufig als Platzierungsspiel bezeichnet und einer Trostrunde zugerechnet, die im offiziellen Programm nicht vorgesehen war. Alle anderen Mannschaften, die in der ersten Runde ausschieden, spielten keine weitere Partie mehr bei Olympia, auch dieses Spiel wird von zeitgenössischen Antwerpener Zeitungen als Freundschaftsspiel geführt. Erst der 1957 veröffentlichte offizielle Bericht rechnet die Partie dem olympischen Wettbewerb zu.

## Medaillenränge
| \| Rang \| Medaillengewinner \| \| ------------------ \| ---------------------------------------------------------------------------------------------------------------------------------------------------------------------------------------------------------------------------------------------------------------------------------------------------------------------------------------------------------------------------------------------------------------------------------- \| \| Gold Belgien \| Jan De Bie (Torwart), Félix Balyu, Désiré Bastin, Mathieu Bragard, Robert Coppée, André Fierens, Émile Hanse, Georges Hebdin, Henri Larnoe, Joseph Musch, Fernand Nizot, Armand Swartenbroeks, Louis Van Hege, Oscar Verbeeck ohne Einsatz: August Pelsmaeker, Julien Cnudde, Léopold De Groof, Frans Dogaer, Georges Michel, Léon Vandermeiren, Fernand Wertz, Ivan Thys Trainer: William Maxwell \| \| Silber Spanien \| Domingo Gómez-Acedo, Patricio Arabolaza, Juan Artola, Mariano Arrate, José María Belausteguigoitia, Sabino Bilbao, Ramón Eguiazábal, Ramón Gil, Silverio Izaguirre, Pedro Vallana, Luis Otero, Francisco Pagazaurtundúa, Pichichi, Josep Samitier, Agustín Sancho, Félix Sesúmaga, Joaquín Vázquez, Ricardo Zamora (Torwart) ohne Einsatz: Agustín Eizaguirre, Manuel Carrasco, Román Emery, Ramón González Trainer: Francisco Bru \| \| Bronze Niederlande \| Arie Bieshaar, Leo Bosschart, Evert Bulder, Jaap Bulder, Jan van Dort, Harry Dénis, Ber Groosjohan, Felix von Heijden, Frits Kuipers, Jan de Natris, Dick MacNeill (Torwart), Oscar van Rappard, Henk Steeman, Ben Verweij ohne Einsatz: Piet Peereboom, Evert van Linge, Franz Tempel, Eb van der Kluft, Tinus van Beurden, Koos Boerdam, Jan de Vries, Herman Legger Trainer: Fred Warburton \| | |
| Rang | Medaillengewinner |
| Gold Belgien | Jan De Bie (Torwart), Félix Balyu, Désiré Bastin, Mathieu Bragard, Robert Coppée, André Fierens, Émile Hanse, Georges Hebdin, Henri Larnoe, Joseph Musch, Fernand Nizot, Armand Swartenbroeks, Louis Van Hege, Oscar Verbeeck ohne Einsatz: August Pelsmaeker, Julien Cnudde, Léopold De Groof, Frans Dogaer, Georges Michel, Léon Vandermeiren, Fernand Wertz, Ivan Thys Trainer: William Maxwell                                 |
| Silber Spanien | Domingo Gómez-Acedo, Patricio Arabolaza, Juan Artola, Mariano Arrate, José María Belausteguigoitia, Sabino Bilbao, Ramón Eguiazábal, Ramón Gil, Silverio Izaguirre, Pedro Vallana, Luis Otero, Francisco Pagazaurtundúa, Pichichi, Josep Samitier, Agustín Sancho, Félix Sesúmaga, Joaquín Vázquez, Ricardo Zamora (Torwart) ohne Einsatz: Agustín Eizaguirre, Manuel Carrasco, Román Emery, Ramón González Trainer: Francisco Bru |
| Bronze Niederlande | Arie Bieshaar, Leo Bosschart, Evert Bulder, Jaap Bulder, Jan van Dort, Harry Dénis, Ber Groosjohan, Felix von Heijden, Frits Kuipers, Jan de Natris, Dick MacNeill (Torwart), Oscar van Rappard, Henk Steeman, Ben Verweij ohne Einsatz: Piet Peereboom, Evert van Linge, Franz Tempel, Eb van der Kluft, Tinus van Beurden, Koos Boerdam, Jan de Vries, Herman Legger Trainer: Fred Warburton                                     |

## Beste Torschützen
| \| Rang \| Spieler \| Tore \| \| ---- \| ----------------- \| ---- \| \| 1 \| Herbert Karlsson \| 7 \| \| 2 \| Antonín Janda \| 6 \| \| 3 \| Ber Groosjohan \| 5 \| \| 4 \| Robert Coppée \| 4 \| \| \| Félix Sesúmaga \| 4 \| \| \| Jan Vaník \| 4 \| \| 7 \| Jaap Bulder \| 3 \| \| \| Otto Mazal-Škvajn \| 3 \| \| \| Albin Dahl \| 3 \| \| \| Albert Olsson \| 3 \| |                   |      |
| Rang | Spieler           | Tore |
| 1 | Herbert Karlsson  | 7    |
| 2 | Antonín Janda     | 6    |
| 3 | Ber Groosjohan    | 5    |
| 4 | Robert Coppée     | 4    |
| | Félix Sesúmaga    | 4    |
| | Jan Vaník         | 4    |
| 7 | Jaap Bulder       | 3    |
| | Otto Mazal-Škvajn | 3    |
| | Albin Dahl        | 3    |
| | Albert Olsson     | 3    |